# Ярослав Верніковський
Ярослав Верніковський (пол. Jarosław Wernikowski; 29 травня 1934, Милівці) — польський генерал часів ПНР, комендант громадянської міліції Щецинського воєводства у 1980-ті роки. Був організатором політичних репресій проти Щецинського профцентру Солідарності у період воєнного стану. У Третій Речі Політій притягнутий до кримінальної відповідальності та символічно засуджений.

## Служба у держбезпеці та міліції
Народився у селянській сім'ї із села Милівці (тоді — Чортківський повіт Тарнопільського воєводства Другої Речі Посполитої, нині — Чортківський район Тернопільської області України). У 19-річному віці вступив на навчання до Щорічної офіцерської школи Національного навчального центру Міністерства громадської безпеки (МГБ). За рік, у серпні 1954 року, направлено на службу у Щецин.
У 1954—1972 роках служив у Щецинському управлінні МГБ, КГБ та воєводській комендатурі громадянської міліції. З 1972 до 1976 рік — співробітник III відділу комендатури: служба безпеки (СБ), придушення антидержавної діяльності. З 1976 року — заступник з держбезпеки воєводських комендантів Стефана Пентковського та Зенона Тшцинського.
Прослухав у Москві курси при Вищій школі КДБ СРСР. Перебував в урядущій компартії ПОРП.

## Репресії у Щецині
Діяльність Верніковського в МГБ, СБ та міліції була пов'язана з політичним розшуком і політичними репресіями. Верніковський переслідував у Щецині політичних опозиціонерів, робітників і католицьких активістів. Був прихильником силового придушення профспілки Солідарність, опікувався стеженням за Щецинським профцентром.
1 грудня 1981 року полковник Ярослав Верніковський отримав призначення комендантом громадянської міліції Щецинського воєводства. За тиждень на Щецинській корабельні розпочалася демонстративна акція — протестне голодування членів незалежної профспілки працівників міліції. Ще через п'ять днів у ПНР було введено воєнний стан.
Фактично Верніковський разом із начальником воєводського військового штабу полковником Романом Пецяком були реальними керівниками регіону за політично слабкого партійного секретаря Станіслава Міскевича. За день до офіційного запровадження воєнного стану, 12 грудня 1981 року, полковник Верніковський підписав наказ про інтернування 60 лідерів й активістів Щецинської «Солідарності». Були інтерновані голова профцентру Мар'ян Юрчик, його заступник Станіслав Вондоловський, юрисконсульт профспілки Єжи Зимовський, голова воєводської Сільської Солідарності Артур Балаж, члени воєводської комісії профцентру Анджей Тарновський та Станіслав Коцян; згодом лідер студентської групи ARO Марек Адамкевич. Підпорядкована Верніковському ЗОМО брала участь у збройному захопленні корабельні імені Варського. Згодом міліція та держбезпека робили у Щецині арешти активістів профспілкового підпілля, підрозділи ЗОМО придушували вуличні протести. Саме в Щецині особливо тривалими, запеклими та насильницькими з обох боків виявилися зіткнення 3 — 5 травня 1982 року.
З 1983 року Ярослав Верніковський — начальник Щецинського воєводського управління внутрішніх справ у званні генерала бригади. Залишався на цій посаді до зміни суспільно-політичного устрою Польщі. Звільнений одним із перших воєводських силовиків — 15 березня 1990 року.

## Суди та вироки
У 2010-х роках Ярослава Верніковського притягнуто до судової відповідальності. Інститут національної пам'яті (IPN) звинуватив у комуністичному злочині — незаконне позбавлення волі через наказ про інтернування членів. Разом із Верніковським залучено його заступника з держбезпеки Стефана Єдинака.
Прокуратура зосередила увагу на тому, що наказ про інтернування було підписано 12 грудня 1981 року і виконано в ніч проти 13 грудня — тоді як публікація нових правил інтернування відбулася лише 17 грудня. Навіть за законами ПНР до опублікування правила було неможливо застосовувати. У 2011 Конституційний трибунал Польщі визнав Указ Держради про введення воєнного стану суперечливим не тільки Конституції Республіки Польща, а й Конституції ПНР. Захист будувався на тому, що Верніковський «діяв у рамках чинного на той момент законодавства» і «не міг знати свого про незаконність наказу».
У 2013 році щецинський суд першої інстанції засудив Верніковського до двох, Єдинака — до півтора року позбавлення волі умовно, штрафів відповідно 9000 та 8000 злотих і зобов'язав перепросити перед інтернованими через газету «Kurier Szczeciński».
Суддя Вальдемар Енджеєвський обґрунтував обвинувальний вердикт тим, що люди з вищою юридичною освітою не могли не усвідомлювати протиправності своїх дій. Адвокат Бартоломей Соханьський вимагав врахувати обставини часу воєнного стану. Прокурор IPN Анджей Позорський, підкреслював, що похилий вік не означає невинність підсудних.
Окружний суд Щецина скасував вердикт щодо Верніковського і посилив покарання. У 2014 році Верніковського засудили до двох років реального терміну ув'язнення. Суддя Божена Майгер-Стрончинська наголосила, що діяння підсудних було злочином проти людяності і не має терміну давності. При цьому було взято до уваги доводи захисту, вік 80-річного Верніковського та стан його здоров'я — попри вирок, йому дозволили перебувати у домашніх умовах.
Остання обставина викликала протест правої націоналістичної молоді, що пікетував під'їзд будинку Верніковського. На журналістське запитання Верніковський відповів, ніби «не бачив» пікету та висловився у тому сенсі, що молоді люди, які не застали 1980-х, не можуть судити про той час. Парадоксально з ним погодився колишній активіст щецинської «Солідарності», учасник страйкового руху та політв'язень Анджей Мільчановський, заарештований за наказом Верніковського і виступав на процесі свідком захисту: на його думку, воєнний стан врятував Польщу від радянської інтервенції.
Захист оскаржив вирок у Верховному суді Польщі. У 2018 році Верховний суд ухвалив рішення про третій розгляд справи.